# Kassation (Musik)
Eine Kassation (ältere Schreibweise Cassation, auch Cassatio; italienisch Cassazione) ist in der vor- und frühklassischen Musik ein meist heiteres, mehrsätziges Werk für mehrere, meist solistisch besetzte Instrumente, ähnlich den stilistisch verwandten Musikgattungen Divertimento, Serenade oder Notturno. Kassationen wurden zumeist für Aufführungen unter freiem Himmel komponiert.
Der Begriff „Kassation“ erscheint hauptsächlich zwischen 1750 und 1775 in Süddeutschland, Österreich und Böhmen. Die etymologische Ableitung der Bezeichnung ist unsicher, sie lässt sich jedoch wahrscheinlich von italienisch „cassare“ („entlassen“) herleiten, im Sinne von „Abschiedsmusik“. Plausibel ist aber auch eine Ableitung von „gassatim gehen“, im Sprachgebrauch österreichischer Musiker in der Mitte des 18. Jahrhunderts für Aufführungen unter freiem Himmel verwendet. 
Kassationen schrieben beispielsweise Carl Ditters von Dittersdorf, Michael Haydn, Antonio Rosetti, Johann Baptist Vanhal und Antonio Salieri. Auch einzelne frühere Werke von Joseph Haydn tragen diesen Titel, wobei allerdings je nach Ausgabe dasselbe Werk teils als Cassation, teils anders (etwa Divertimento oder Notturno) betitelt wird, so Hob. II Nr. 2 und 6. Auch einige Baryton-Kompositionen Haydns tragen diese Bezeichnung. Wolfgang Amadeus Mozart verwendet den Begriff bei anderweitig auch als Serenaden titulierten Orchesterwerken (KV 63 und 99) sowie dem Marsch KV 62. Beispiele für eine – seltene – modernere Begriffsverwendung finden sich bei Jean Sibelius (Cassazione op. 6 für Orchester) oder Riccardo Malipiero (Cassazione für 2 Violinen, 2 Violen und 2 Violoncelli, Cassazione II für Streichorchester).

## Einzelnachweis
1. ↑  Cassation. In: Encyclopædia Britannica. Abgerufen am 13. April 2025 (englisch).